# Stralsund: Wilde Hunde
Wilde Hunde ist ein deutscher Fernsehfilm von Lars Henning aus dem Jahr 2022. Es handelt sich um den neunzehnten Filmbeitrag der ZDF-Samstagskrimireihe Stralsund. In den Hauptrollen der Ermittler agieren Katharina Wackernagel, Alexander Held, Karim Günes und Johannes Zirner. Die Erstausstrahlung der Episode erfolgte am 5. Februar 2022 im ZDF.

## Handlung
Ein heruntergekommenes Gelände unter der Rügenbrücke im Dunkeln, ein paar Jugendliche, Alkohol, Waffen, Drogen. Zwei der Jugendlichen, Daria und Mario, leben in einer Pflegefamilie, deren Mutter sich zwar aufopferungsvoll um die sieben Kinder kümmert, seit dem Tod ihres Mannes letzten Endes damit aber überfordert ist. Ein dritter Anwesender ist Jo, der Sohn von Maren Brandt, einer früheren Freundin der Ermittlerin Nina Petersen. Jo und Maren Brandt spielten bereits in der Episode Blutlinien eine wichtige Rolle.
Beim Eintreffen einer Polizeistreife können fast alle Beteiligten flüchten, nur Mario und Daria werden wegen BTM-Besitzes vorläufig festgenommen. Einer mitgeführten Waffe Marios kann Daria sich gerade noch durch einen Wurf aus dem Autofenster entledigen. Thomas Jung, der Chef der Ermittlergruppe, besteht zunächst darauf, die Vernehmung persönlich und alleine durchzuführen, nach einem Telefonat lässt er beide aber nach Hause schicken. Später wird er dem Team erklären, dass Mario in der Vergangenheit regelmäßig als Informant für das BKA gearbeitet hat. Am nächsten Morgen wird Mario nahezu unbekleidet, gefesselt und stark alkoholisiert auf einem Feld tot aufgefunden. Bei minus acht Grad ist er erfroren.
Für die Ermittlungen haben die Ermittler nur zwei Ansätze, die Pflegefamilie des Opfers und die Gruppe kleinkrimineller Jugendlicher, mit der Mario unterwegs war und von der angenommen wird, dass sie Aufträge für eine ausländische Organisation ausführt. Die Mutter der Pflegefamilie, Wiebke Goosen, blockt bei den Befragungen weitestgehend ab, sie möchte die Polizei von ihrer Familie fernhalten. So bleibt nur, über Vergleiche von früheren Eigentums- und Drogendelikten an die Auftraggeber der Gruppe heranzukommen.
Tatsächlich gelingt es, einen Juri Kaczmarek als möglichen Kontaktmann zu identifizieren. Er kann aber vorerst nicht festgenommen werden, so richtet sich der Fokus wieder auf die Pflegefamilie. Beim Auftauchen der Polizei zu einer geplanten Durchsuchung auf dem Hof der Familie ergreift Daria mit einer Tasche Diebesgut die Flucht.
Unter der Rügenbrücke trifft sie auf Jo, der die von ihr vorher weggeworfene Waffe an sich genommen hat. Die beiden gehen auf Bonnie-und-Clyde-Tour, stehlen ein Auto, prellen die Zeche und stehlen obendrein den Ring der Kellnerin, haben (wahrscheinlich) Sex, reden vom Heiraten. Zur Feier des Tages brauchen sie Champagner, den Daria in einem Supermarkt stiehlt, während Jo im Auto wartet. Dabei ziehen sie die Aufmerksamkeit eines Polizisten auf sich, der Daria beim Verlassen des Supermarkts zu stellen versucht. Als Daria flieht, eröffnet der Polizist sofort das Feuer, das von Jo aus der aufgesammelten Waffe erwidert wird. Daria wir schwer am Bein, der Polizist an der Schulter verletzt. Daria und Jo können fliehen.
Jo gelingt es nicht, die Blutung in Darias Wunde zu stillen. Ärztliche Hilfe lehnt sie ab, stattdessen verlangt sie von Jo, Juri Kaczmarek anzurufen. Vermeintlich möchte sie bei ihm das Diebesgut zu Geld machen, tatsächlich ist sie aber auf Rache für Mario aus. Juri Kaczmarek wird mit Waffengewalt gezwungen sich zu entkleiden, mit einer Flüssigkeit übergossen und muss sich barfuß und nahezu unbekleidet bei winterlichen Temperaturen alleine in einen Wald begeben.
Nina Petersen und Karl Hidde haben inzwischen Jo’s Mutter aufgesucht um zu erfahren, wo Jo sich eventuell versteckt haben könnte. Sie erhalten einen Hinweis auf ein altes Militärgelände, werden von Jo’s Mutter aber gebeten, bei der Suche dabei sein zu dürfen. Auf der Fahrt erfährt sie vom Schusswechsel und den möglichen Konsequenzen für ihren Sohn. Sie provoziert einen Verkehrsunfall, der Nina Petersen und Karl Hidde kurzzeitig außer Gefecht setzt, bemächtigt sich einer der Dienstwaffen und des Fahrzeuges und setzt die Suche nach ihrem Sohn alleine fort.
Darias Zustand hat sich inzwischen dramatisch verschlechtert. Jo beschließt, sie ins Krankenhaus zu fahren, wenn nötig auch gegen ihren Willen, muss aber erst noch in Juri Kaczmareks zurückgebliebenen Sachen nach dem Autoschlüssel suchen. Währen dessen erscheint seine Mutter und versprich, den beiden zu helfen und gemeinsam zu fliehen. Doch Daria ist inzwischen im Auto verblutet.
Nina Petersen hat mit der verbliebenen Dienstwaffe zu Fuß die Verfolgung aufgenommen. Sie versucht Jo und seine Mutter zu stellen. Jo’s Mutter ist entschlossen, die Flucht fortzusetzen, und richtet ihrerseits die entwendete Waffe auf Nina Petersen. Ihr Sohn bittet sie jedoch, aufzugeben. Es gelingt ihm, seine Mutter zu entwaffnen. Maren Brandt und ihr Sohn werden verhaftet.
Der immer noch durch den Wald irrende Juri Kaczmarek trifft auf Karl Hidde, der wegen seiner Beinverletzung bei der Verfolgung zurückbleiben musste. Obwohl Karl Hidde unbewaffnet ist, lässt sich Juri Kaczmarek von ihm festnehmen.
In der letzten Szene wird Karl Hidde von Nina Petersen gebeten, eine etwas „harmlosere“ Version der Festnahme von Maren Brandt mitzutragen. Dieser, der sonst in jeder Hinsicht korrekt ist, kommt der Bitte erstaunlicherweise nach einem nur kurz Impuls des Widerspruches nach.
PS. Ob Daria wirklich tot ist lässt sich wohl nicht mit letzter Sicherheit sagen. Obwohl die vorherigen Ereignisses keinen Zweifel daran zu lassen scheinen sieht man in der letzten Szene kurz zwei Rettungssanitäter, die die Erstversorgung des Mädchens offenbar noch nicht aufgegeben haben.

## Produktionsnotizen
Die Dreharbeiten für Wilde Hunde erstreckten sich unter den vorgegebenen Corona-Arbeitsschutzauflagen vom 23. Februar 2021 bis zum 26. März 2021 und fanden in Stralsund und Umgebung statt. Daniel Canditt war der Hygienebeauftragte.